# Rhinopalpa mentawica
Rhinopalpa mentawica är en fjärilsart som beskrevs av Hans Fruhstorfer 1913. Rhinopalpa mentawica ingår i släktet Rhinopalpa och familjen praktfjärilar. Inga underarter finns listade.